# Photoscotosia ferrearia
Photoscotosia ferrearia là một loài bướm đêm trong họ Geometridae.